# Naděje
Naděje (deutsch Hoffnung) ist ein Ortsteil von Cvikov (Zwickau in Böhmen) im Liberecký kraj (Tschechische Republik). Das Dorf liegt im Lausitzer Gebirge.

## Geographie
Naděje befindet sich ungefähr 3,9 km nordöstlich des Ortskerns von Cvikov. Das Dorf ist über eine Sackgasse von Trávník aus zu erreichen. Es ist durch seine abseitige Lage zwischen Bergen und Wäldern bei Touristen und Naturliebhabern beliebt. Zahlreiche Berggipfel, Felsgebilde, Höhlen sowie ein Stausee sind in unmittelbarer Umgebung zu finden. Der Ort besteht heute aus 40 Häusern und hat 11 ständige Einwohner.

## Geschichte

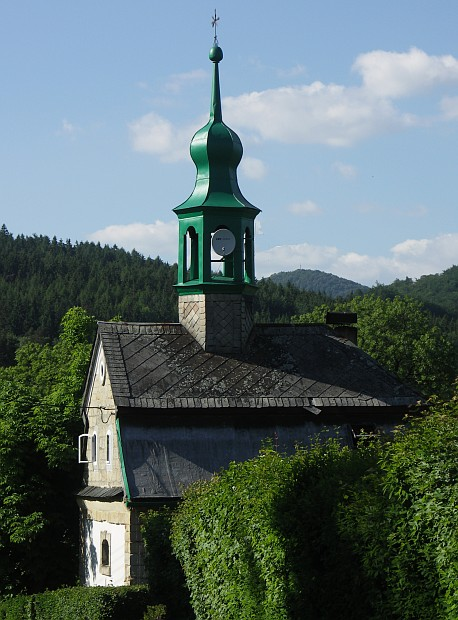
Ehemalige Kapelle in Naděje

Naděje entstand wahrscheinlich in den Zeiten, als die Glasindustrie im Lausitzer Gebirge aufgebaut wurde. 1612 findet man die erste schriftliche Erwähnung. Der Name des Ortes ist vermutlich auf einen in den Berg getriebenen Stollen gleichen Namens zurückzuführen. 1874 bauten Unternehmer aus Dresden eine Fabrik zur Verarbeitung von Mühlsteinen; das Rohmaterial wurde im Mühlsteinbruch am Milštejn gebrochen.
1937 bis 1938 wurde nördlich des Ortes im tiefen Tal des Hamerský potok der Staudamm Naděje (Hoffnung) erbaut. Er diente zum Sammeln des Wassers sowie dem Antrieb einer Mühle und einer Brettmühle. Die Staumauer ist 91,6 Meter lang und besteht aus Phonolith. 11.600 m³ Wasserfläche werden angestaut. Der Stausee wird nicht mehr wasserwirtschaftlich genutzt, sondern dient (des kalten Wassers wegen nur Unerschrockenen) als Badesee. 1991 hatte der Ort 12 Einwohner. Im Jahre 2001 bestand das Dorf aus 40 Wohnhäusern, in denen 11 Menschen lebten. Heute ist Naděje eine Sommerfrische und hat auf Grund fehlender Übernachtungsmöglichkeiten nur geringe touristische Bedeutung. Der Ort ist jedoch bei Tagestouristen beliebt.

## Sehenswürdigkeiten
- Burgruine Milštejn (Mühlstein)

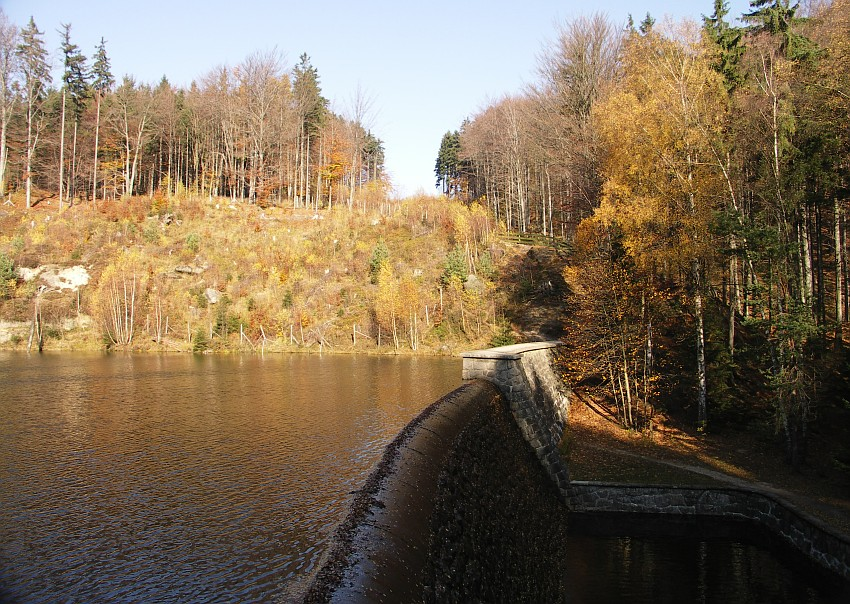
Hammertalsperre

- Křížová věž (Rabenstein), ein aus den Wäldern herausragender Felsgipfel
- Talsperre Naděje (Hammertalsperre) am Hamerský potok (Hammerbach)
- Suchý vrch (Dürrberg)
- Eishöhle Naděje – eine Eishöhle am Nordhang des Suchý vrch